# Prototype 2
Prototype 2 là một trò chơi điện tử do studio Radical Entertainment của Canada phát triển. Game ra mắt ngày 24 tháng 4 năm 2012 trên các hệ máy PC, PlayStation 3 và Xbox 360.

## Cốt truyện
Prototype 2 xảy ra sau 14 tháng kể từ cuộc truy đuổi của Alex Mercer đối với những kẻ cầm đầu đội quân lây nhiễm virus trong phần đầu. Lúc này, thành phố New York, bị đổi tên thành "New York Zone", chỉ còn là một đống đổ nát và biến dạng hoàn toàn do nhiễm virus. Sau khi trở về nhà và bắt gặp vợ con đã qua đời do thảm họa, trung sỹ nhân vật chính James Heller đùng đùng nổi giận và quyết định tham gia vào các nhiệm vụ nguy hiểm để trả thù.
Sau này, James Heller bị chính Alex Mercer lây nhiễm virus Blacklight. Khi thức tỉnh, Heller nhận thấy mình có nguồn sức mạnh khủng khiếp chạy trong cơ thể. Cho rằng chính Alex Mercer là kẻ đã gây ra thảm họa diệt vong cho thành phố New York nói chung và gia đình mình nói riêng, Heller quyết định đối đầu với Mercer. Để thực hiện nhiệm vụ này, nhân vật chính đã hóa thành quái vật giống như kẻ thù theo phương châm "To kill a monster,you must become one" (Để giết một con quái vật, bạn phải trở thành một trong số chúng).
Trong Prototype 2, môi trường game có khả năng phá hủy thực sự chứ không đơn thuần phủ chất liệu bề mặt mô phỏng biến dạng như phần đầu. Bên cạnh đó, đồ họa game cũng đạt bước tiến vượt bậc. Nhiều kẻ thù mới xuất hiện, kho vũ khí cũng đa dạng hơn với phiên bản Devastator kế tiếp cùng các loại súng cầm tay như minigun. Hệ thống giáp của James Heller cũng được tăng cường và có tính cơ động hơn so với bộ đồ của Alex Mercer trước đây. Để tìm kiếm người và vật thể, Prototype 2 cung cấp cho game thủ tính năng Sonar thay cho Musclemass của phần 1.
Về phần cốt truyện đối với nhân vật Alex trong phiên bản 2 là: sau khi kết thúc trận chiến 14 tháng trước, Alex cảm thấy nhàm chán với việc phải hành động chính nghĩa, chính vì thế Alex quyết định chia sẻ virus trong người mình cho một vài người khác, để cơ thể họ cũng có vũ khí như Alex (tay biến thành dao, hay dây xích gì đó....), mục đích là để lôi kéo họ làm thuộc hạ cho mình.Tuy nhiên những người này chỉ vốn có nhận một phần sức mạnh virus của Alex nên không mạnh bằng James Heller nên cuối cùng cũng bị anh chàng mới này " xử đẹp ". Trong trận chiến cuối cùng Alex và James sẽ quyết đấu với nhau 1 vs 1, Alex trong hệ thống AI không có kỹ năng biến thành lá chắn như James nhưng có thể di chuyển theo người chơi với tốc độ cao và sẵn sàng hạ thủ bạn bất cứ lúc nào nếu không phối hợp chân tay kỹ càng, đặc biệt là ở chế độ Hard Mode. Vì thế để chọi được với Alex bạn cần phải biết suy nghĩ và đoán trước đòn tấn công của Alex trong hệ thống AI một cách kỹ càng và nhanh tay lẹ mắt hơn để đáp trả lại anh chàng này những đòn tấn công hoàn hảo mà lợi thế sẽ nghiêng về bên người chơi.